# اس‌اس توبورک
اس‌اس توبورک (به انگلیسی: SS Tobruk) یک کشتی بود که طول آن ۴۳۰ فوت (۱۳۱٫۰۶ متر) بود. این کشتی در سال ۱۹۴۱ ساخته شد.